# Dazzlers
Die Dazzlers sind eine US-amerikanische Rock’n’Roll-Gruppe, die Mitte der 1950er Jahre gegründet wurde.

## Geschichte
Die Dazzlers wurden Mitte der 1950er Jahre in Brookneal, Virginia, gegründet und spielten zunächst auf regionaler Ebene. Bald wurden sie für Fernsehshows in Lynchburg und Roanoke engagiert. 1958 machten die Dazzlers in Nashville, Tennessee, ihre ersten Aufnahmen für das neue Lee-Label aus Virginia.
Somethin‘ Baby / Gee Whiz wurden im Sommer 1958 veröffentlicht und erhielten von Billboard gute Kritiken. Das Magazin verglich den Stil der Band bei Gee Whiz mit dem des Rock-’n’-Roll-Stars Jerry Lee Lewis: „The first record on this new label by the Dazzlers features the group in a Jerry Lee Lewis wild-styled tune and arrangement that could get slight attention.“ Die Rückseite Somethin’ Baby wurde ebenfalls positive bewertet: „On this side, too, the lead vocalist shouts in the Lewis fashion on a wild blues driver, supported by a swinging combo. Good sound.“
In ihrer Karriere spielten die Dazzlers auch mit Stars wie Chuck Berry, Fats Domino und Jerry Lee Lewis. Eine nationale Karriere konnte von der Gruppe jedoch nicht erreicht werden – auch nicht mit einer zweiten Single bei Lee Records. Daher trennten sich die Dazzlers und die Mitglieder gaben ihre Karrieren auf. 
Am 25. Oktober 2008 taten sich die Dazzlers auf dem Blue Ridge Folk Life Festival auf dem Campus des Ferrum College wieder zusammen und standen zum ersten Mal wieder auf der Bühne.

## Diskografie
| Jahr | Titel                     | Label #   |
| ---- | ------------------------- | --------- |
| 1958 | Somethin’ Baby / Gee Whiz | Lee L-100 |
| 1958 | Gee Whiz / Dragout        | Lee 102   |